# Rossiglione
Rossiglione (en ligur Rosciggion i Rsciügni  en la variant local) és un comune italià, situat a la regió de la Ligúria i a la ciutat metropolitana de Gènova. El 2011 tenia 2.921 habitants.

## Geografia
Es troba a la vall del Stura, al nord-oest de Gènova. Té una superfície de 47,59 km² i una única frazione, Garrone. Limita amb les comunes de Belforte Monferrato, Bosio, Campo Ligure, Molare, Ovada, Tagliolo Monferrato i Tiglieto.